# ラジオ100年プロジェクト 100人インタビュー
『ラジオ100年プロジェクト 100人インタビュー』（ラジオ100ねんプロジェクト・100にんインタビュー）は、NHKラジオ第1で、2022年度からおもに祝日や大型連休中の特別編成日に随時生放送しているインタビュー企画である。
日本放送協会（NHK）は、1925年にNHKの前身である東京中央放送局・芝浦仮放送所からラジオの放送を開始し、2025年に100周年を迎える。これまでラジオ放送に携わってきたパーソナリティー、アナウンサー、タレント、技術スタッフなど様々な関係者100人を選び、ラジオ放送の1世紀を様々な角度から語り継ぐインタビュープロジェクトを開始した。

## 放送履歴
（出典：）

### 2022年
| 回 | 初回放送日時          | ゲスト |
| -- | --------------------- | --- |
| 1  | 4月29日 9:05 - 9:55   | - 大沢悠里（元TBSアナウンサー→フリーアナウンサー） - 亀渕昭信（元ニッポン放送ラジオパーソナリティー・社長→フリーアナウンサー・音楽評論家） - 齋藤安弘（元ニッポン放送アナウンサー→フリーアナウンサー・ラジオパーソナリティー） |
| 2  | 8月10日 20:05 - 20:55 | - 吉田照美（元文化放送アナウンサー→フリーアナウンサー） - 荒川強啓（元山形放送アナウンサー→フリーアナウンサー） - 宇田川清江（元NHKアナウンサー→フリーアナウンサー・『ラジオ深夜便』初代アンカー）                             |
| 3  | 9月23日 10:05 - 11:55 | - みのもんた（元文化放送アナウンサー→フリーアナウンサー・タレント） - 浜村淳（放送パーソナリティー、映画評論家） - 中村メイコ（女優、放送タレント）                                                                            |

### 2023年
| 回 | 初回放送日時          | ゲスト                                                                               |
| -- | --------------------- | ------------------------------------------------------------------------------------ |
| 4  | 5月3日 12:30 - 12:55  | - 笑福亭鶴光（落語家） - 東海林のり子（元ニッポン放送アナウンサー→芸能リポーター）   |
| 5  | 5月4日 12:30 - 12:55  | - 毒蝮三太夫（タレント） - 高嶋秀武（元ニッポン放送アナウンサー→フリーアナウンサー） |
| 6  | 5月5日 12:30 - 12:55  | - 落合恵子（元文化放送アナウンサー→作家） - 赤坂泰彦（タレント・ラジオDJ）           |
| 7  | 9月18日 18:05 - 18:30 | - クリス・ペプラー（ラジオDJ） - 湯川れい子（音楽評論家）                            |
| 8  | 9月23日 18:05 - 18:30 | - 三宅裕司（タレント） - 伊東四朗（タレント・コメディアン）                          |
| 9  | 9月24日 18:05 - 18:30 | - 生島ヒロシ（元TBSアナウンサー→フリーアナウンサー） - 上沼恵美子（タレント）        |

### 2024年
| 回 | 初回放送日時          | ゲスト                                                                                        |
| -- | --------------------- | --------------------------------------------------------------------------------------------- |
| 10 | 1月4日 22:30 - 22:55  | - 山川静夫（元NHKアナウンサー・エッセイスト） - 黒柳徹子（俳優・ユニセフ親善大使）            |
| 11 | 1月5日 22:30 - 22:55  | - 秋元康（放送作家・作詞家） - 鈴木おさむ（放送作家）                                         |
| 12 | 1月3日 19:30 - 19:55  | - 島村俊治（元NHKアナウンサー→スポーツジャーナリスト） - 夏木ゆたか（タレント・司会者・歌手） |
| 13 | 4月29日 19:25 - 19:50 | - 竹下景子（女優） - 林原めぐみ（声優）                                                       |
| 14 | 5月3日 19:25 - 19:50  | - 佐野元春（ミュージシャン） - 上柳昌彦（元ニッポン放送アナウンサー→フリーアナウンサー）      |
| 15 | 5月6日 19:25 - 19:50  | - 大竹まこと（タレント・俳優） - 秀島史香（ラジオDJ）                                         |
| 16 | 7月15日 19:25 - 19:50 | - ピーター・バラカン（ラジオパーソナリティ・音楽評論家） - 別所哲也（俳優）                   |
| 17 | 9月16日 19:25 - 19:50 | - 南こうせつ（フォークシンガーソングライター） - 坂崎幸之助（THE ALFEE）                      |
| 18 | 9月23日 19:25 - 19:50 | - 大竹しのぶ（俳優） - 小山薫堂（放送作家）                                                   |

### 2025年
| 回 | 初回放送日時         | ゲスト |
| -- | -------------------- | --- |
| 19 | 1月1日 19:25 - 19:50 | - 吉永小百合（俳優） - 小林克也（ディスクジョッキー）                                                                                |
| 20 | 1月2日 19:25 - 19:50 | - 川平朝清（元琉球放送アナウンサー・沖縄放送協会会長、NHK役職員） - ジョン・カビラ（ラジオパーソナリティ・キャスター。川平朝清長男） |
| 21 | 1月3日 19:25 - 19:50 | - 小堺一機（タレント） - 春風亭一之輔（落語家）                                                                                      |
| 22 | 5月3日 8:05 - 8:30   | - 桂文枝（落語家） - 箭内道彦（クリエイター）                                                                                        |
| 23 | 5月4日 8:05 - 8:30   | - 残間里江子（プロデューサー） - 藤井青銅（放送作家）                                                                                |
| 24 | 5月5日 8:05 - 8:30   | - 中山秀征（タレント） - 大石吾朗（俳優）                                                                                            |

### アンコール放送
- 2023年
  - 3月21日 18:05 - 19:55[注 2]
    - 18時台：第1回の大沢、亀渕、齋藤
    - 19時台：第2回の宇田川、第3回のみの

  - 12月29日 5:05 - 5:55：第1回の大沢、亀渕、齋藤
  - 12月30日 5:05 - 5:55：第2回の吉田、荒川、宇田川
  - 12月31日 5:05 - 5:55：第3回のみの、浜村、中村
- 2024年
  - 1月1日 5:05 - 5:55：第4回の鶴光、東海林と第5回の毒蝮、高嶋
  - 2月18日 14:05 - 14:55[注 1]：第6回の落合、赤坂と第7回のペプラー、湯川
  - 2月25日 14:05 - 14:55[注 1]：第8回の三宅、伊東と第9回の生島、上沼
  - 8月5日8:30-8:55：第16回のバラカンと第15回の秀島